# Abou Bakr al-Chibli
Abou Bakr Doulaf ibn Djahdar al-Chibli (Bagdad, 861 – Bagdad, 945) est un mystique musulman. Il faisait partie d'un groupe de soufis dirigés par Junayd et était lié à Mansur al-Hallaj, au procès duquel il a participé. Ses poèmes et aphorismes eurent une grande répercussion dans la littérature soufie.